# Honey Dip
Honey Dip è un brano musicale della cantante statunitense Dev estratto come primo singolo dal suo EP Bittersweet July. Il singolo è stato pubblicato il 5 novembre 2014. Il brano è stato scritto dalla stessa cantante affiancata da un componente dei The Cataracs.

## Il video
Il video musicale è stato diretto dalla rapper californiana Kreayshawn e girato nella casa di Dev, pubblicato inizialmente sul canale youTube della cantante il 25 novembre 2014, il video mostra Dev leggere riviste e scattarsi dei selfie allo specchio. In un secondo momento si vede la cantante cucinare della carne al barbecue nel suo giardino. Più tardi il video è stato pubblicato anche sul canale VEVO della cantante.

## Pubblicazione
| Paese | Data            | Formato           |
| ----- | --------------- | ----------------- |
| Mondo | 5 novembre 2014 | Download digitale |